# Baures
Baures è un comune (municipio in spagnolo) della Bolivia nella provincia di Iténez (dipartimento di Beni) con 5.046 abitanti (dato 2010).

## Cantoni
Il comune è suddiviso in 2 cantoni (popolazione al censimento 2001):
- Baures - 3.994 abitanti
- Mategua - 1.270 abitanti